# Lods
Lods is een gemeente in het Franse departement Doubs (regio Bourgogne-Franche-Comté). De plaats maakt deel uit van het arrondissement Besançon en is lid van Les Plus Beaux Villages de France. Lods telde op 1 januari 2022 244 inwoners.

## Geschiedenis
Het dorp werd in de 12e eeuw bekend onder de naam "Los". 
Vanaf de 13e eeuw was de druiventeelt een belangrijke bron van inkomsten, men verbouwde de Poulsard-druif,
door de komst van de Druifluis rond 1863 werd de gehele sector vernietigd.
Het kasteel van Lods was ooit een bolwerk van de "Heren van Thoraise" en dateert waarschijnlijk uit de 13e eeuw. 
Zij konden vandaaruit de oude zoutweg, waarlangs de transporten plaats vonden, controleren,
Lods was een onderdeel van de seigneurie de "Châteauvieux-Vuillafans"
Het huidige kasteel (een versterkte woning) dateert  uit de 14e-15e en 16e eeuw.
In de 17e eeuw werd het dorp getroffen door een pestepidemie en de verwoestingen gedurende de Dertigjarige Oorlog veroorzaakt door de legers  van Saksen-Weimar. 
Vanaf de 18e eeuw ontstonden er belangrijke smederijen en metaalfabrieken langs de Loue die in
de 18e eeuw door de hertog van Randan werden gemoderniseerd.
Tijdens de Franse Revolutie (1789-1799) werd het kasteel van Lods in beslag genomen en 26.000 livres verkocht.
De in Lods geboren kunstschilder Roger Roy kreeg het, na de tweede wereldoorlog, in bezit, bij zijn overlijden in 1991 ging het over naar zijn erven.
In 1866, op het hoogtepunt van de ontwikkeling, telde Lods 1.431 inwoners.
In 1884 werd de spoorlijn van "L'Hôpital-du-Grosbois" naar Lods in gebruik genomen door de 
Compagnie des chemins de fer de Paris à Lyon et à la Méditerranée (PLM), de lijn werd in 1988 buiten gebruik gesteld en in 1995 ontmanteld.
Tegenwoordig (2024) zijn de belangrijkste bronnen van inkomsten veeteelt, kersenteelt waarvan "Kirsch wordt gemaakt en het tourisme. 

## Bezienswaardigheden
- De parochiekerk Saint-Théodule, gebouwd van 1733 tot 1736 door de Bisontin-architect Jean-Pierre Galezot.
- Kasteel van Lods, een 14e-eeuws versterkt huis.
- Het Wijnmuseum.
- "Tuilerie du Schiste", gestart als destillatie van Schalie-olie (schist is een oliehoudende leisteen) in 1853 en failliet in 1854, daarna tegelfabriek, 1860, later houtzagerij, de naam Schiste bleef behouden.
- De Forges de Lods: voormalige staaldraad- ijzerwarenfabriek (spijkermakerij), gebouwd 1760, thans (2024) de elektricteitscentrale.
- Het oude posthuis gebouwd tussen 1749 en 1750.
- 16e-eeuwse wijnbouwershuizen met grote kelders
- Houtzaagmolens aan de Loue.
- Het Aedicula (tempeltje) "Oratoire Notre-Dame-des-Forges", gebouwd in 1787 door de directeur van de Forges de Lods. Het houten beeld dat er oorspronkelijk in stond is verplaatst naar de Saint Theodule en vervangen door een gipsen beeld.
- De watervallen van de Loue met o.a. de resten van de 16e-eeuwse brug.
- De wasplaats, 19e-eeuws.

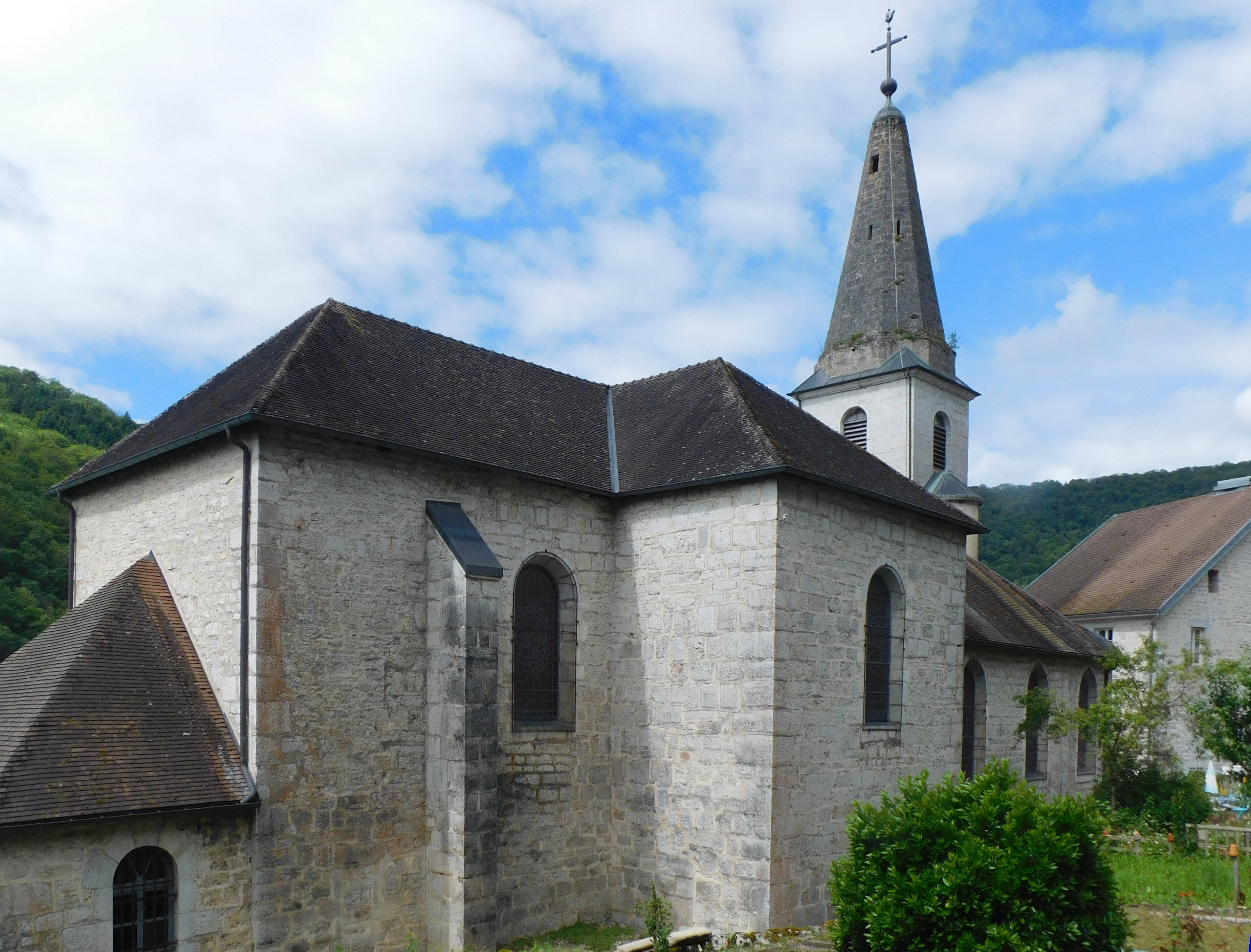
Église Saint Theodule
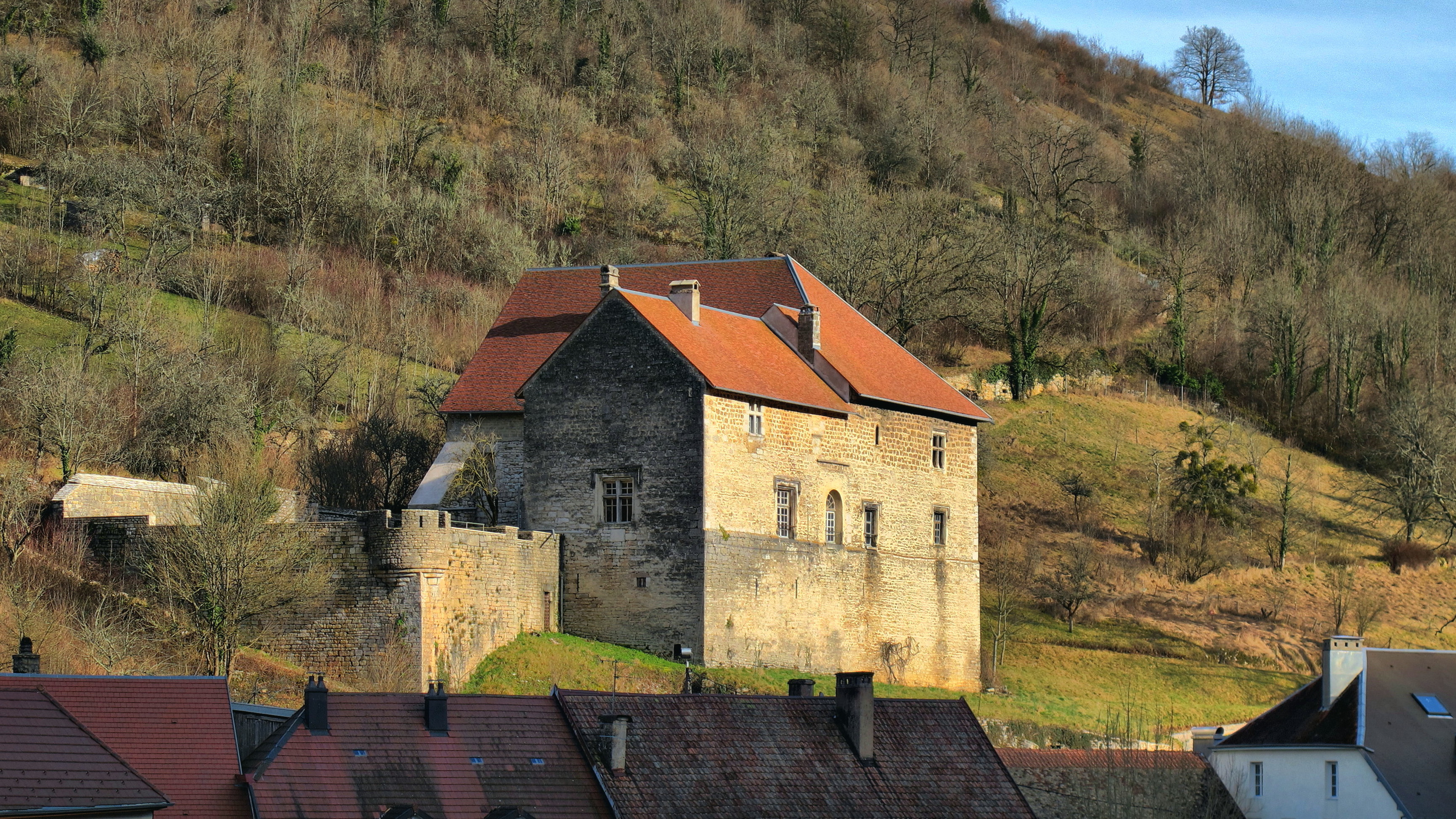
kasteel
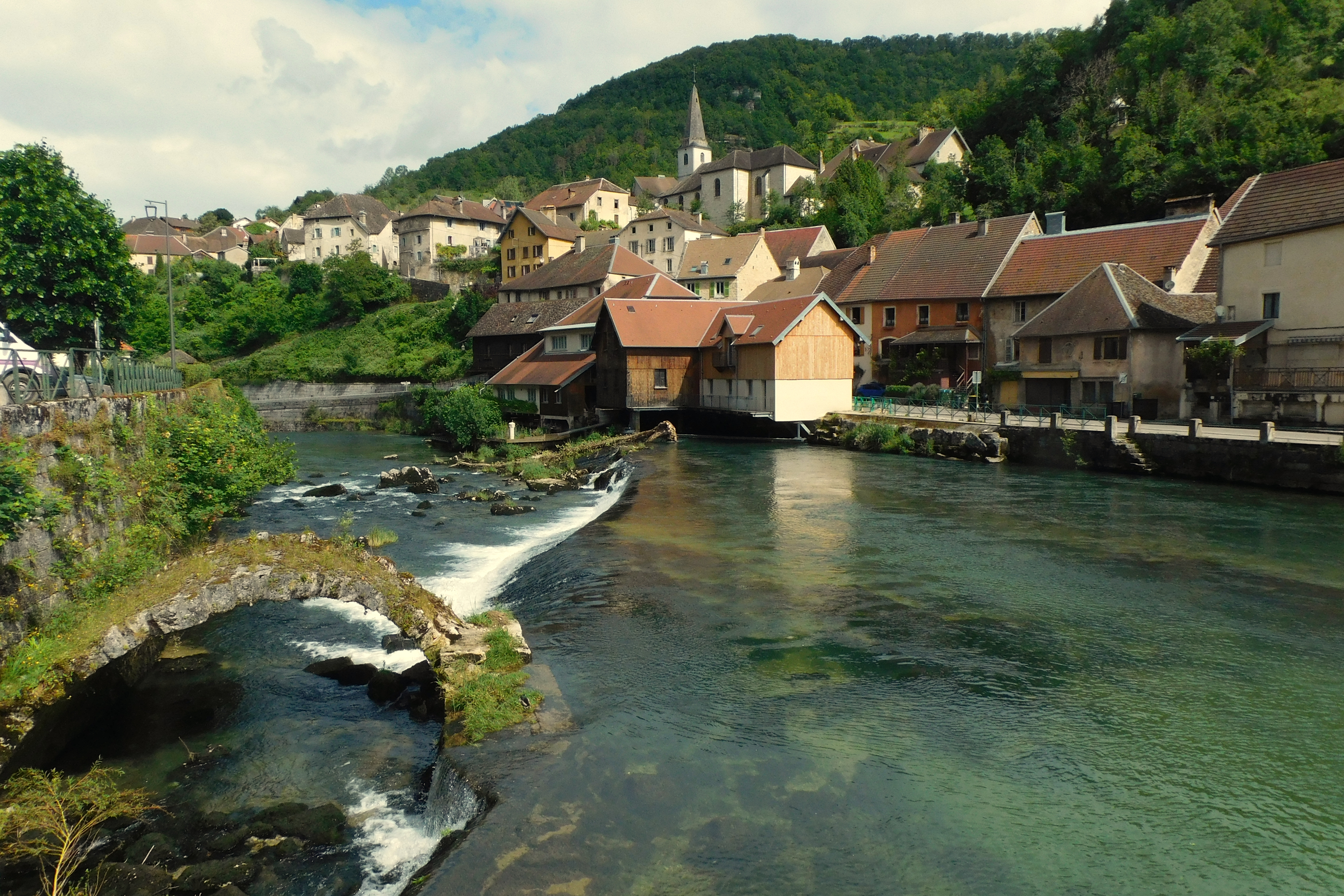
waterval met resten van de 16e-eeuwse brug
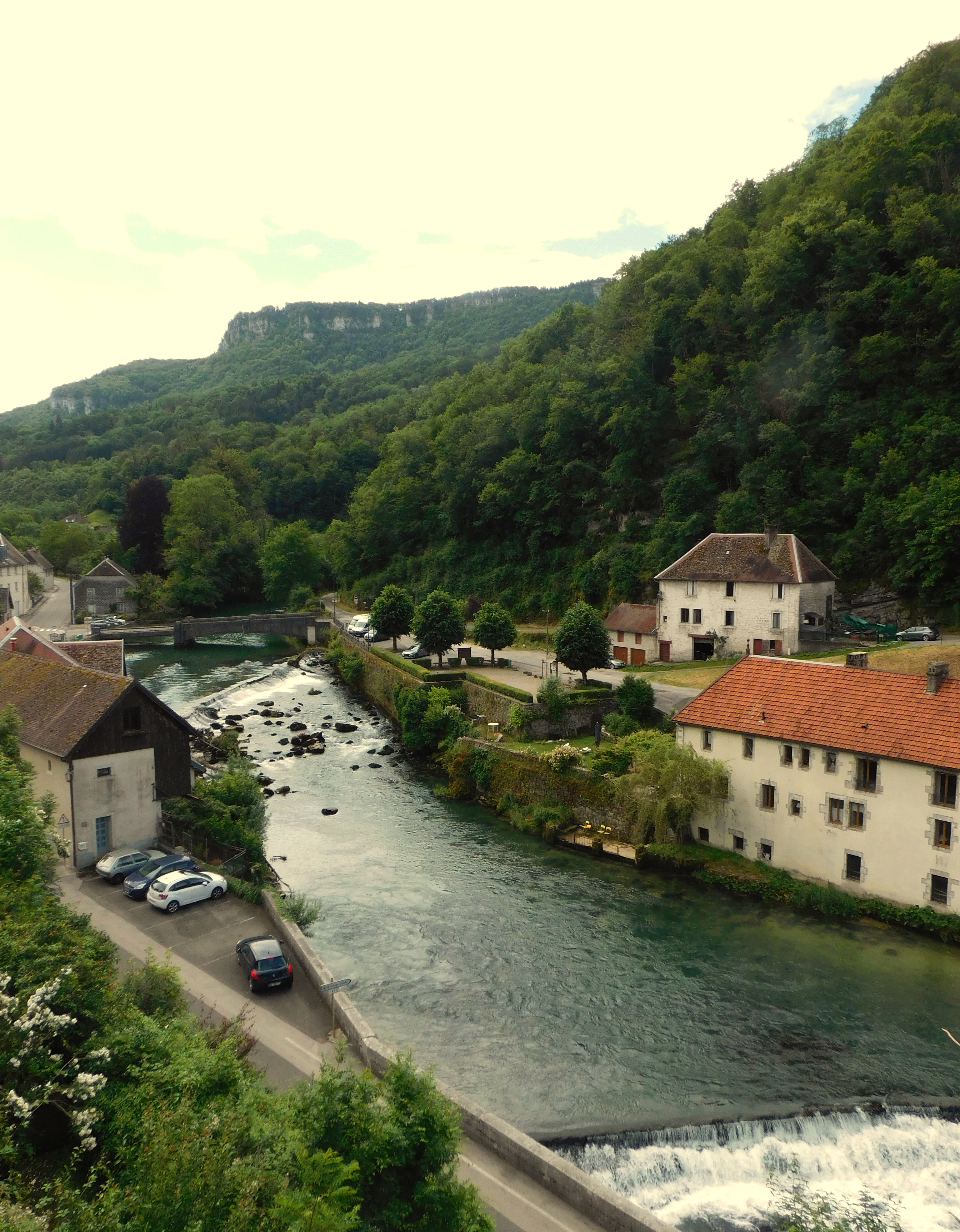
gezien vanaf het bovendeel
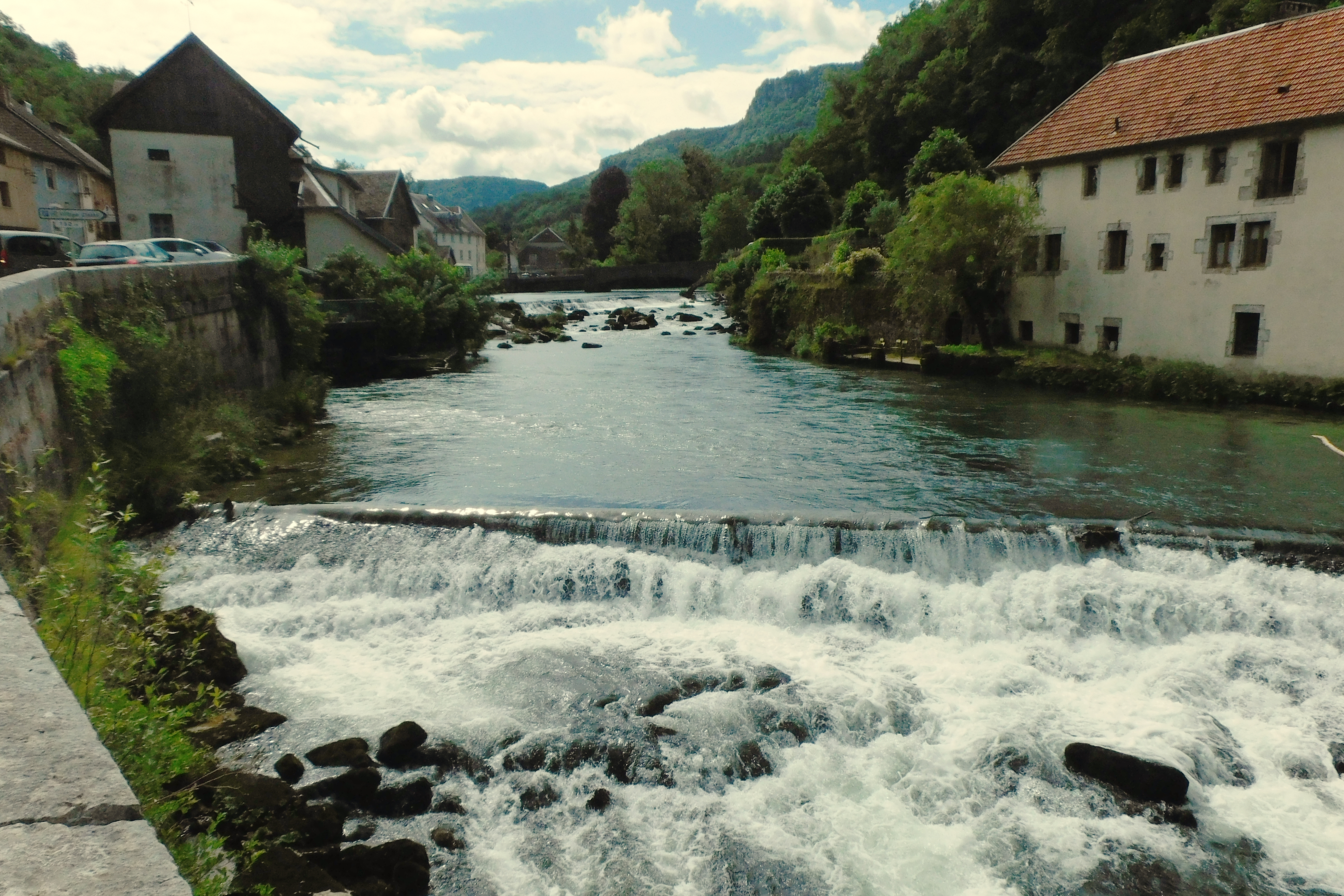
waterval
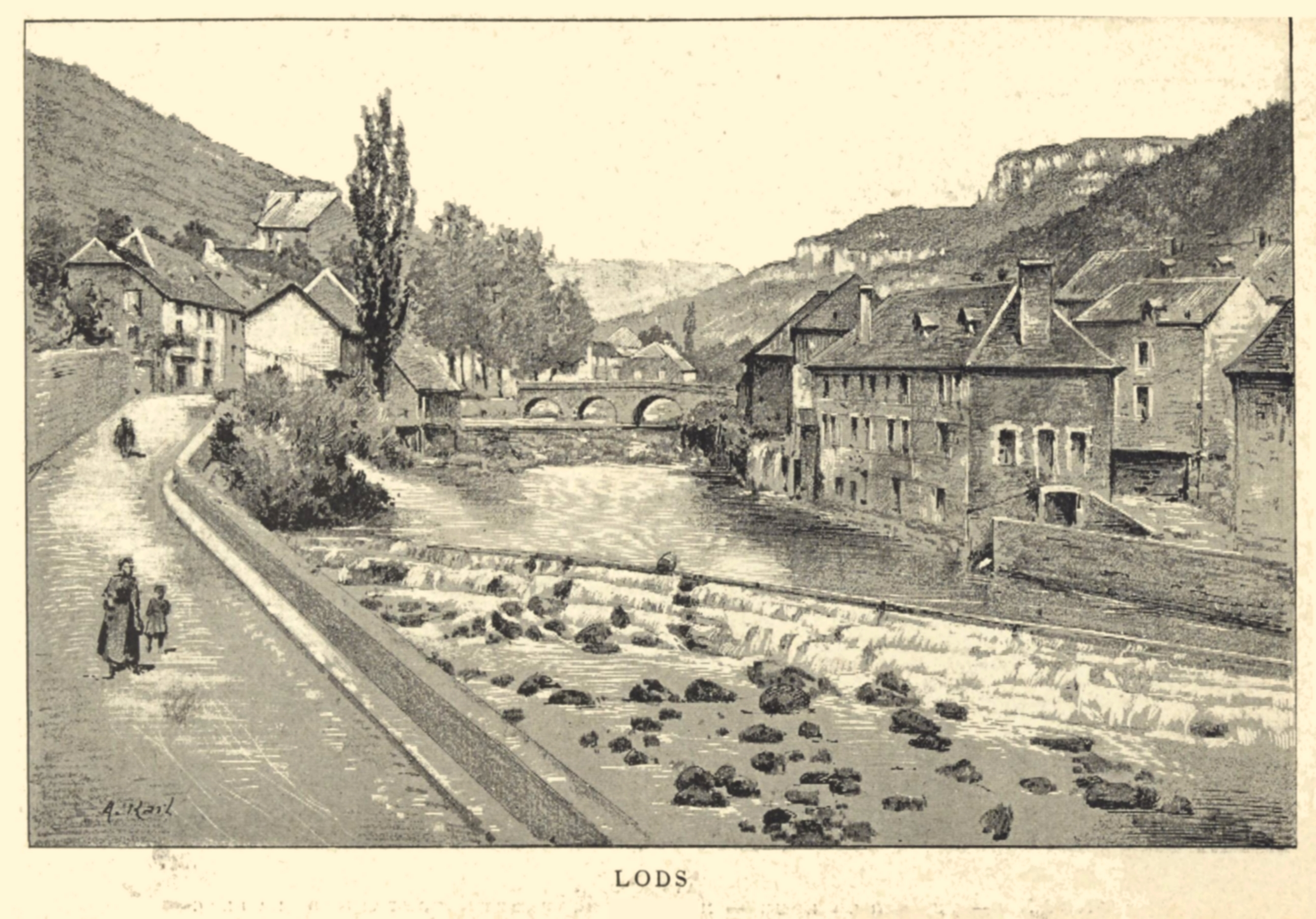
waterval 19e eeuw
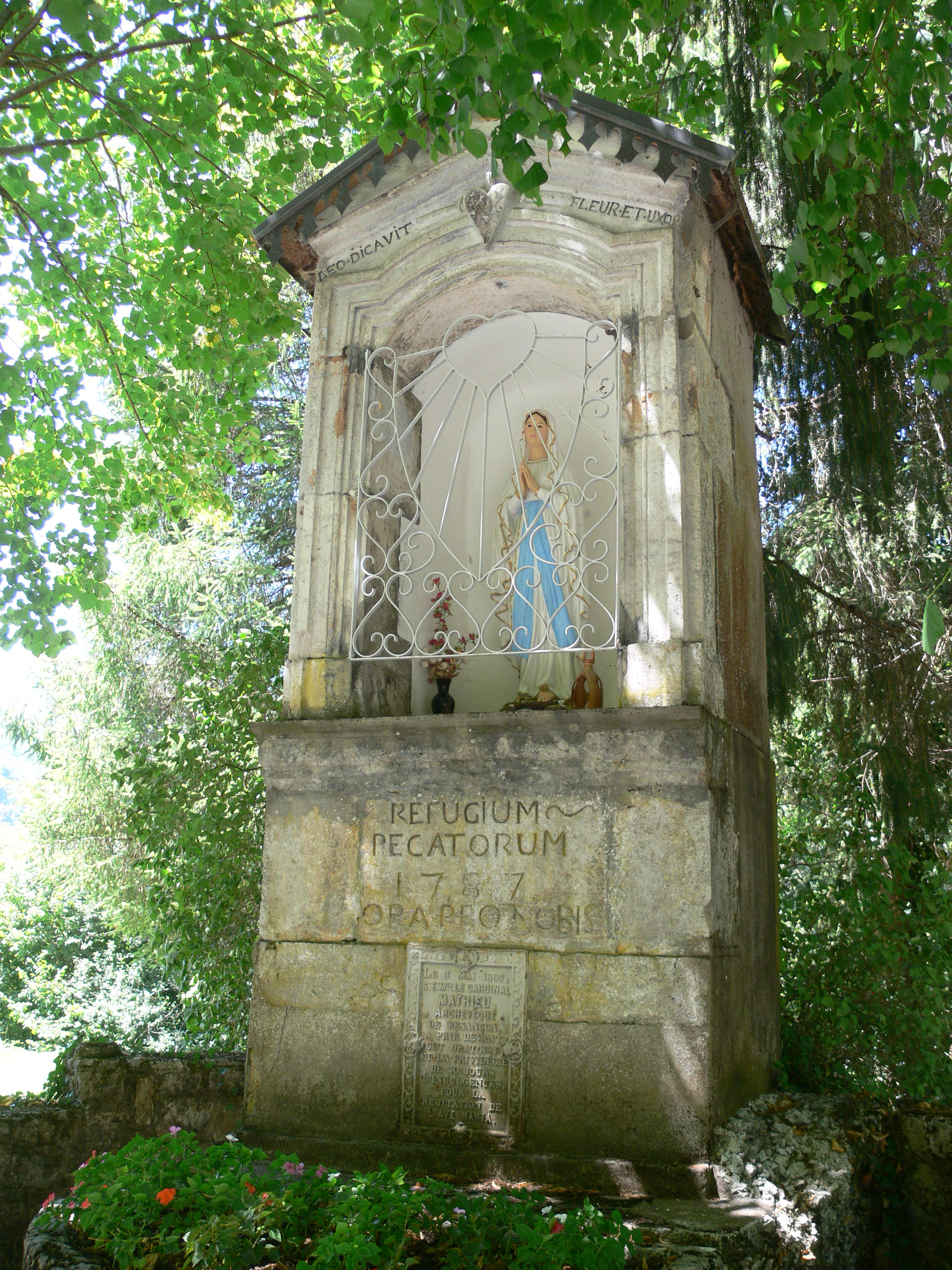
Oratoire Notre-Dame-des-Forges
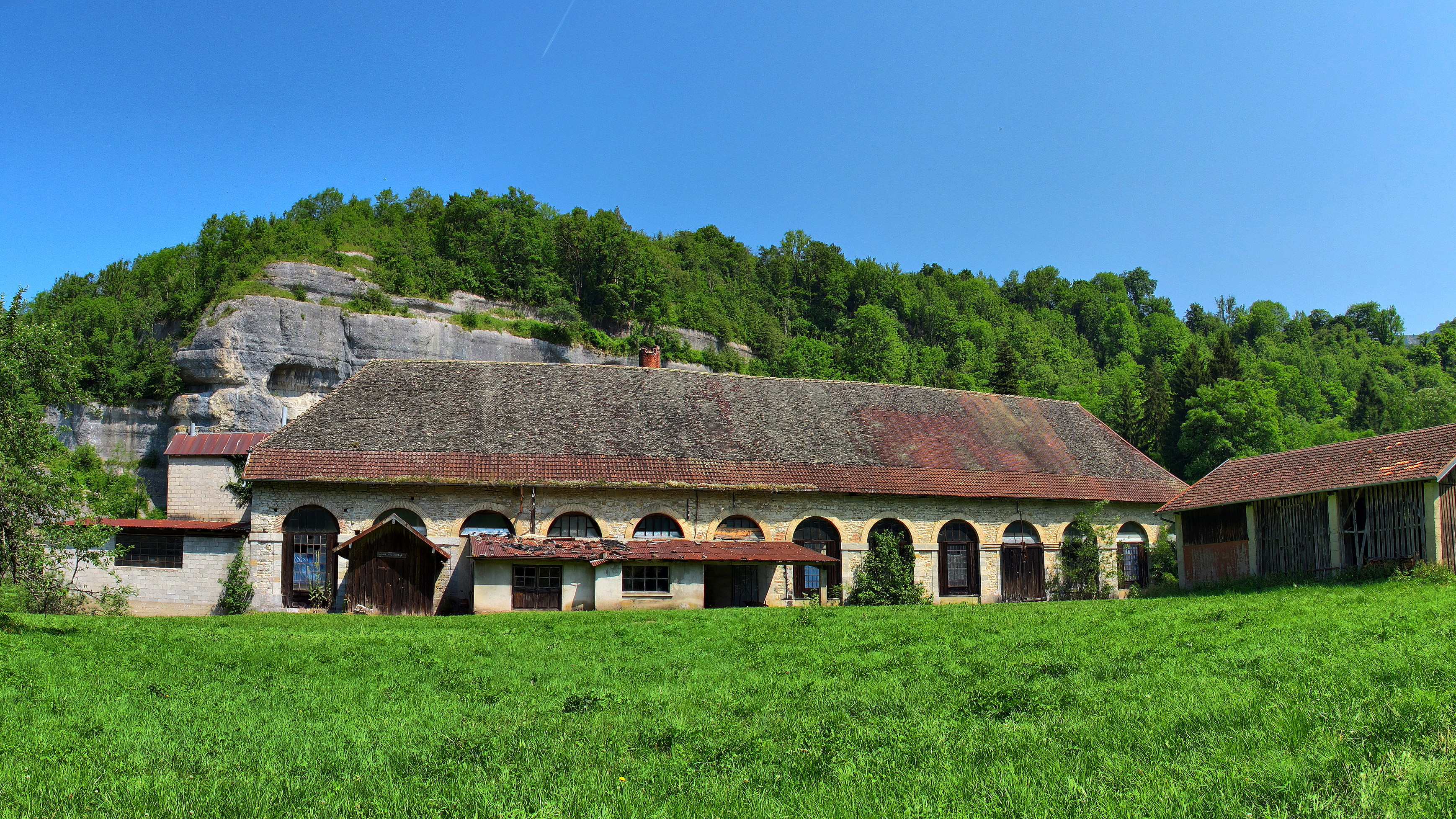
Tuilerie du Schiste (façade sud)
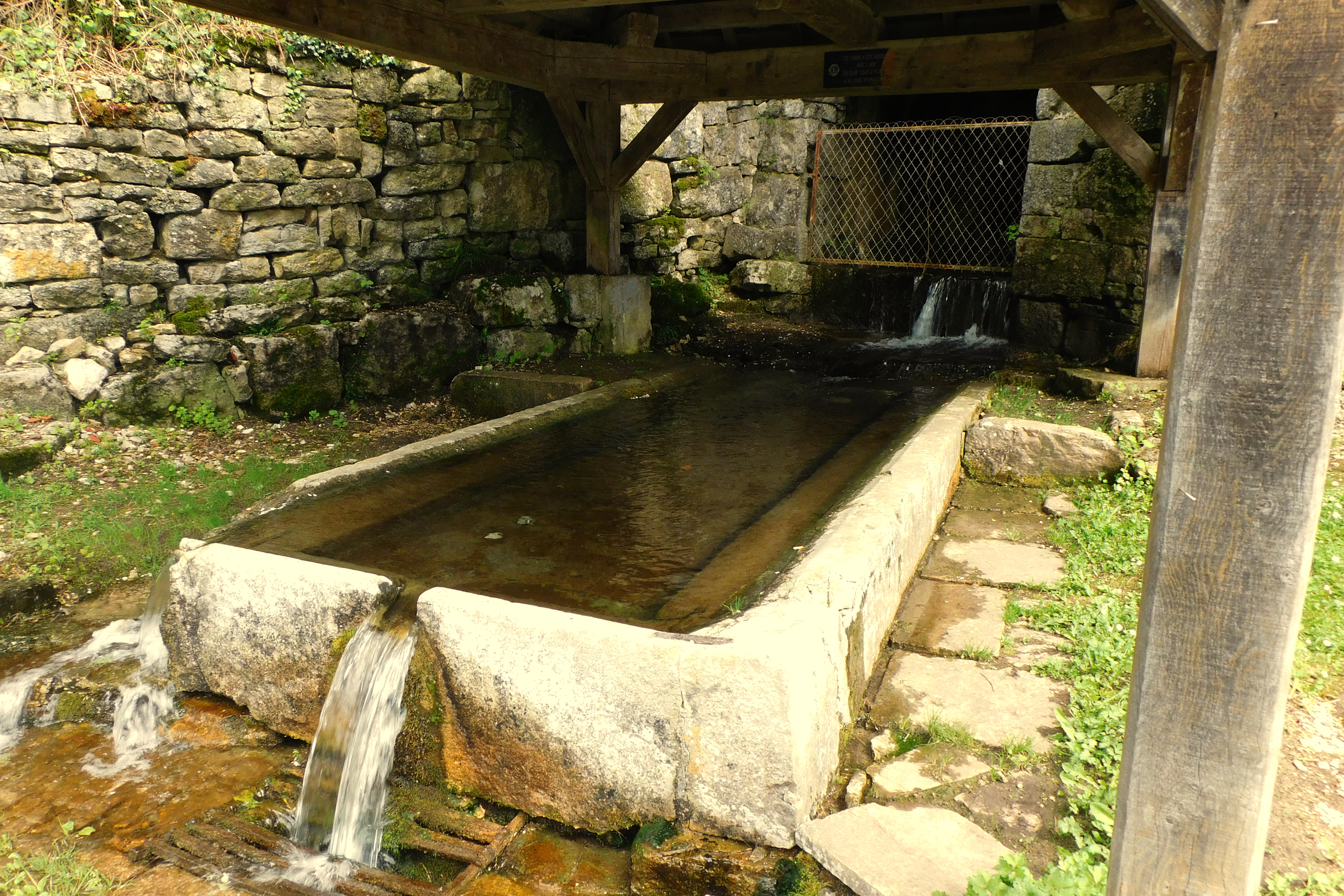
wasplaats met bron
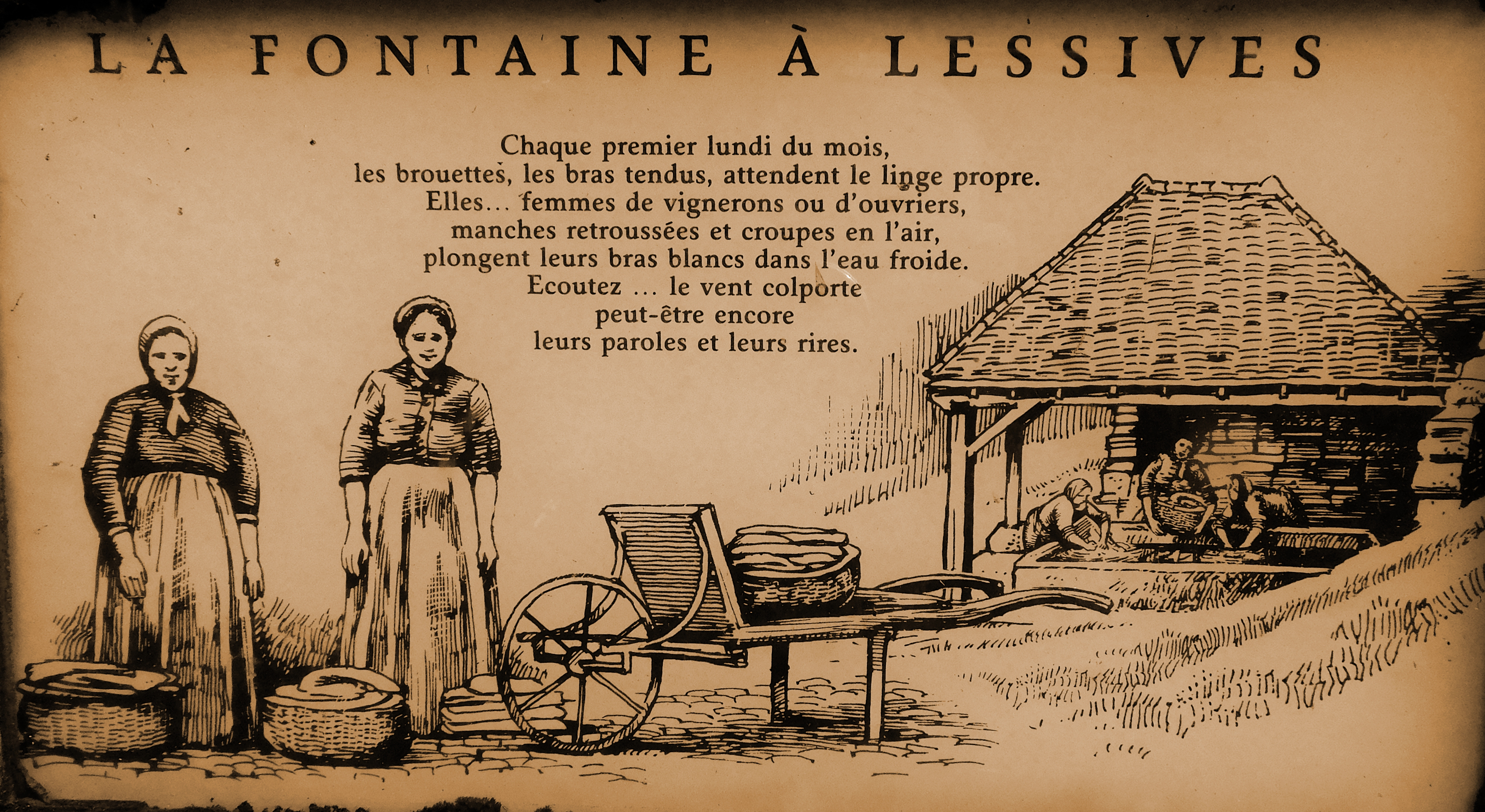
plaquette wasplaats

## Bekende personen
- Joseph-Ferdinand Lancrenon, (Lods, 16 maart 1794 - Lods, 4 augustus 1874), romantisch schilderr en lithograaf, professor en later directeur van de Ecole de Dessin in Besançon.[3]
- Roger Roy (1906 - 1991), kunstschilder.

## Geografie
De oppervlakte van Lods bedraagt 6,25 vierkante kilometer;  de bevolkingsdichtheid is 36 inwoners per km² (per 1 januari 2019). De Loue stroomt door de gemeente.
De onderstaande kaart toont de ligging van Lods met de belangrijkste infrastructuur en aangrenzende gemeenten.

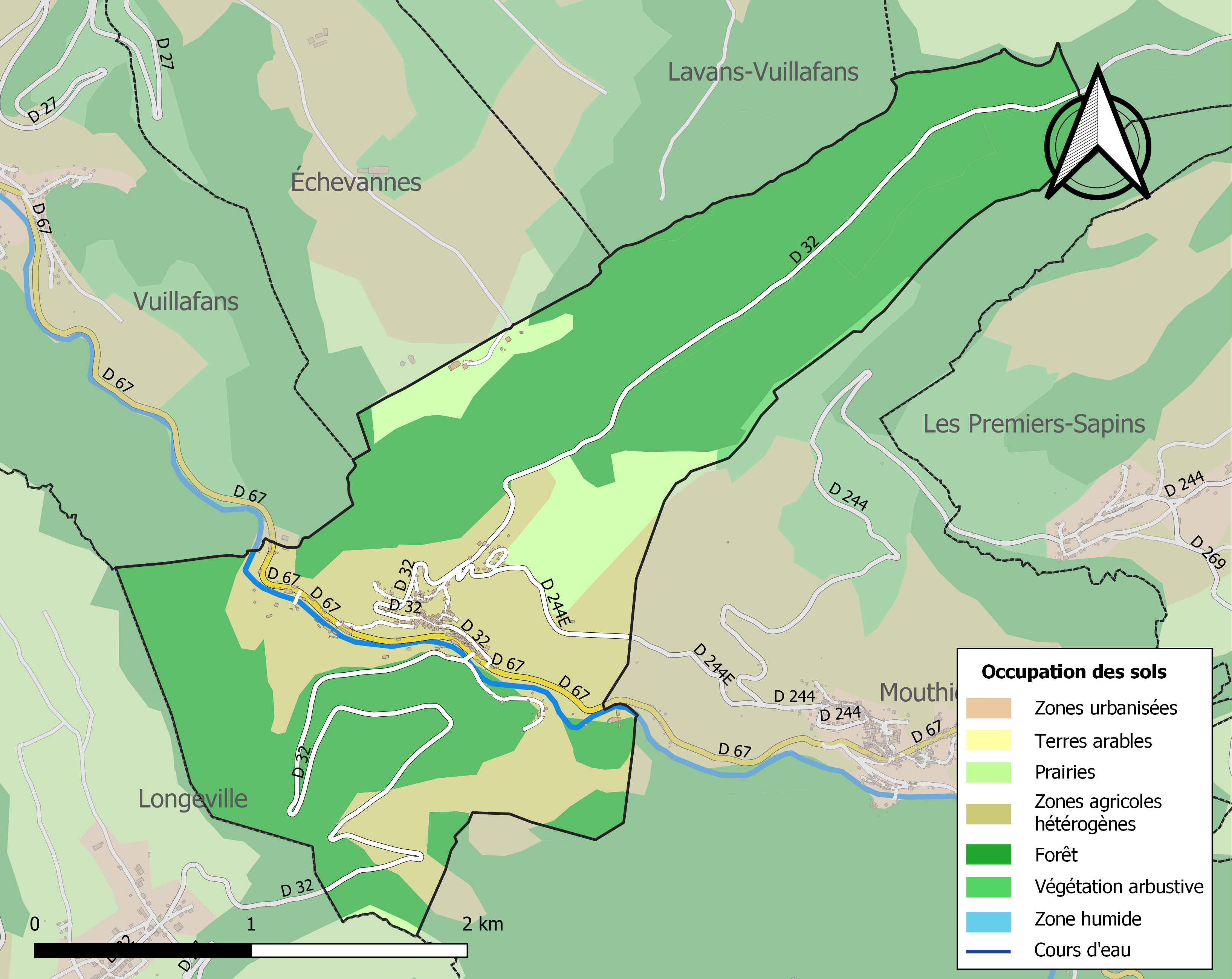

## Demografie
Onderstaande figuur toont het verloop van het inwonertal (bron: INSEE-tellingen).